# Zahatka, Cernihiv
Zahatka (în ucraineană Загатка) este un sat în comuna Dniprovske din raionul Cernihiv, regiunea Cernihiv, Ucraina.

## Demografie
Componența lingvistică a localității Zahatka
     Ucraineană (98,37%)
     Alte limbi (1,62%)
Conform recensământului din 2001, majoritatea populației localității Zahatka era vorbitoare de ucraineană (98,37%), existând în minoritate și vorbitori de alte limbi.